# Martin McCann

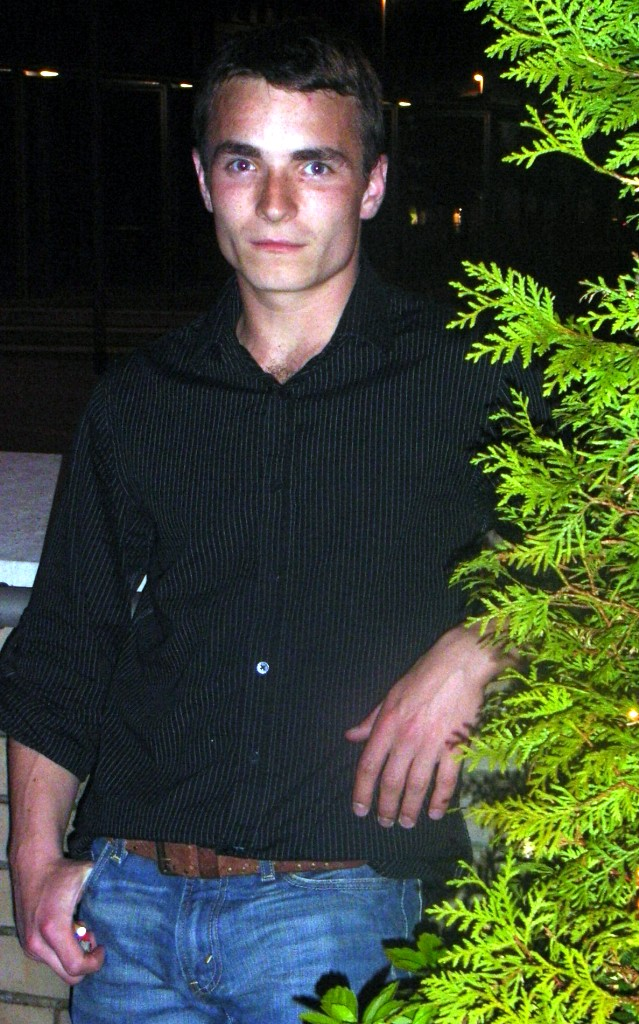
Martin McCann (2007)

Martin Stephen McCann (* 20. Juli 1983 in Belfast, Nordirland) ist ein irischer Schauspieler.

## Leben
Martin McCann wuchs gemeinsam mit seinem Bruder und seiner Schwester in den Divis Flats in Belfast auf. Nach seinem Auftritt in einer Bühnenversion von A Clockwork Orange wurde McCann 2006 von Richard Attenborough entdeckt und Stephen Spielberg empfohlen, der ihm eine Rolle in der Miniserie The Pacific gab. Im Jahr 2010 erhielt McCann die Rolle des Bono in der Musikkomödie Killing Bono, einem Film der sich mit dem Frontman der Band U2 beschäftigte. Im Film The Survivalist erhielt McCann 2014 eine weitere Hauptrolle und spielt hierin als titelgebender Protagonist einen im Wald lebenden Überlebenskünstler in einer post-apokalyptischen Welt, der eine Mutter und deren Tochter bei sich aufnimmt.
McCann ist Schirmherr der gemeinnützigen YouthAction in Nordirland.

## Filmografie (Auswahl)
- 2006–2007: Dry Your Eyes (Fernsehserie, 12 Episoden)
- 2007: Closing the Ring – Geheimnis der Vergangenheit (Closing the Ring)
- 2009: Swansong (Swansong: Story of Occi Byrne)
- 2010: Kampf der Titanen (Clash of the Titans)
- 2010: The Pacific (Miniserie, 6 Episoden)
- 2011: Killing Bono
- 2011: Whole Lotta Sole – Raubfischen in Belfast (Whole Lotta Sole)
- 2012: Shadow Dancer
- 2012: Jump
- 2012: Coward (Kurzfilm)
- 2012: Titanic – Blood and Steel (Miniserie, 10 Episoden)
- 2013: Republic of Doyle – Einsatz für zwei (Republic of Doyle, Fernsehserie, Episode 4x01)
- 2014: ’71: Hinter feindlichen Linien (’71)
- 2014: Fishbowl (Kurzfilm)
- 2014: X+Y
- 2014: Boogaloo and Graham (Kurzfilm)
- 2015: The Survivalist
- 2015: The Rezort – Willkommen auf Dead Island (The Rezort)
- 2015: My Name Is Emily
- 2015: The Bastard Executioner (Miniserie, 2 Episoden)
- 2017: Lost in London
- 2017: Maze – Ein genialer Ausbruch (Maze)
- 2017: The Frankenstein Chronicles (Fernsehserie, 6 Episoden)
- 2018: Calibre – Weidmannsunheil (Calibre)
- 2019: The Informer
- 2020: Wildfire
- 2020: Marcella (Fernsehserie, 4 Episoden)
- 2021: Here Before
- 2021: Wolf
- 2023: Last Contact (Last Sentinel)
- 2024: Blue Lights (Fernsehserie, 6 Folgen)

## Auszeichnungen
Irish Film and Television Award
- 2008: Nominierung für den Rising Star Award
- 2011: Auszeichnung als Bester Filmschauspieler (in Swansong: Story of Occi Byrne)
- 2013: Nominierung als Bester Filmschauspieler (in Jump)
- 2016: Nominierung als Bester Hauptdarsteller – Film (in The Survivalist)
- 2024: Nominierung als Bester Hauptdarsteller (Blue Lights)[2]